# Mar epicontinental

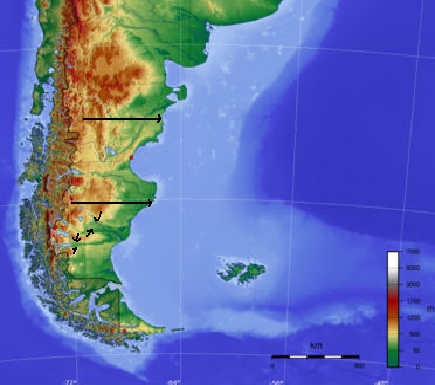
Mar Argentina, exemple de mar epicontinental.

Una mar epicontinental o mar de plataforma és una massa d'aigua salada de gran extensió però poca profunditat que s'estén sobre part d'una plataforma continental. Pot estar situada a la vora del continent, com la mar del Nord o la mar de Ross, o a l’interior del continent, com la mar Càspia. En el cas que no tingui comunicació amb l'oceà, s'anomena mar interior o mar tancada.
Les mars epicontinentals se solen associar amb les transgressions marines de principis del Cenozoic o altres eres. Poden ser càlids o freds; de fet, n'hi hagué uns quants a finals de l'últim període glacial, quan l'augment del nivell del mar superà la velocitat de l'ajustament postglacial en algunes zones. Exemples actuals de mars epicontinentals són el Golf Pèrsic, la Mar Argentina o la badia de Hudson.

## Característiques litosfèriques i sedimentològiques dels mars epicontinentals
Les conques de les mars epicontinentals o interiors estan parcialment o completament envoltades d'escorça continental tectònicament estable, on l'activitat sísmica és insignificant o absent, com a la mar Càspia, a la mar Negra i al golf de Mèxic. Les conques contenen successions gruixudes (10-20 km) de sediments clàstics i tant els diapirs de fang com els de sal són freqüents. Alguns d'aquests mars són les restes de grans oceans que es van tancar quan es va formar el supercontinent Pangea. L'escorça terrestre sota les conques marines interiors té un gruix considerable i de diverses capes. El gruix de l'escorça oscil·la entre uns 15 km al golf de Mèxic i els 45 km a la mar Càspia. En general, la capa o capes sedimentàries (2-5 km/s) descansen directament sobre l'escorça inferior (6,3–6,7 km/s). Les diferències en el gruix de l'escorça entre els diferents mars interiors es deuen als canvis en el gruix divers de les capes sedimentàries i de l'escorça inferior. L'augment de la velocitat d'acumulació en les capes de sediments de profunditat, mesurat al golf de Mèxic, reflecteix un grau creixent de compactació i diagènesi dels sediments.

## Dipòsits de sals minerals
Per l'evaporació de mars interiors o llacs de grans conques de drenatge durant la història geològica, s'han produït extensos dipòsits subterranis de clorur de sodi i altres sals en capes de gruix acumulat de fins a 400 m en alguns llocs de la Terra. Aquests dipòsits, sobretot els que són en estrats ben consolidats i a menys de 500-600 m sota la superfície, solen ser rendibles en extraccions realitzades amb tècniques mineres convencionals. Al Canadà, aquests dipòsits accessibles representen al voltant del 74% del total i als EUA, al voltant del 35% del total.